# Folgefonna
A Folgefonna gleccser Norvégia Hardanger történelmi régiójában, Hordaland megyében (Délnyugat-Norvégia). 
Norvégia harmadik legnagyobb gleccsere: 203 négyzetkilométeren terül el. Hossza 31, szélessége 16 kilométer.
Három területre osztják:
- Északi Folgefonna (25,41 km²)
- Közép-Folgefonna (8,93 km²)
- Déli Folgefonna (179,28 km²).

Északi részében, Jondalen közelében síközpont működik, ahol nyáron is lehet síelni. 
Egyik nagy kifolyó gleccsere a Buarbreen

## Külső hivatkozások
- Fotók a Folgefonnáról és környékéről
- A síközpont honlapja